# Sparostes
Sparostes is een geslacht van kevers uit de familie van de loopkevers (Carabidae). De wetenschappelijke naam van het geslacht is voor het eerst geldig gepubliceerd in 1866 door Putzeys.

## Soorten
Het geslacht Sparostes omvat de volgende soorten:
- Sparostes brevicollis Putzeys, 1866
- Sparostes striatulus Putzeys, 1866